# Fairey Barracuda
Fairey Barracuda je bil britanski palubni torpedni bombnik/strmoglavec iz 2. svetovne vojne. Razvit je bil kot naslednik dvokrilnikov Fairey Swordfish in Fairey Albacore. Letalo je znano po napadu na nemško bojno ladjo Tirpitz. 
Barracuda je bila povsem kovinske konstrukcije, imela ramensko nameščeno kantilever krilo in uvlačljivi glavni kolesi, repno kolo je bilo fiksno. 
Barracuda Mk I je imela šibkejši motor Rolls-Royce Merlin 30 (1260 KM), na verziji Barracuda Mk II so namestili Merlin 32 s 1640 KM, kar je bistveno povečalo sposobnosti. 

## Specifications (Barracuda Mk II)
Podatki iz Fairey Aircraft since 1915, Taylor 1974, p.325
Splošne karakteristike
- Posadka: 3
- Dolžina: 39 ft 9 in (12,12 m)
- Razpon kril: 49 ft 2 in (14,99 m)
- Višina: 15 ft 2 in (4,62 m)
- Površina kril: 405 ft² (37,62 m²)
- Teža praznega letala: 9350 lb (4250 kg)
- Naložena teža: 13200 lb (6000 kg)
- Maks. vzletna teža: 14100 lb (6409 kg)
- Pogon letala: 1 ×  tekočinsko hlajeni V12 Rolls-Royce Merlin 32, 1640 KM (1225 kW)

 Zmogljivost 
- Maks. hitrost: 228 mph (198 vozlov, 367 km/h) na višini 1750 ft (533 m)
- Potovalna hitrost: 195 mph (170 vozlov, 314 km/h) na višini 5000 ft (1524 m)
- Doseg: 686 milj (597 nmi, 1104 km) s 1620 lb (736 kg) torpedom
- Višina leta: 16600 ft (5080 m)
- Obremenitev kril: 32,6 lb/ft² (159 kg/m²)
- Razmerje moč/teža: 0,12 KM/lb (0,20 kW/kg)
- Čas do višine 5000 čevljev (1524 m): 6 minut

Oborožitev

- Strelno orožje: 2 × 0.303 in (7.7 mm) Vickers K strojnici v zadnjem kokpitu
- Bombe: 1× 1620 lb (735 kg) torpedo ali 4× 450 lb (205 kg) globinski bombi ali 6× 250 lb (110 kg) bomb

## GLej tudi
- Curtiss SB2C Helldiver
- Douglas TBD Devastator
- Grumman TBF Avenger
- Nakajima B6N
- Supermarine Type 322
- Yokosuka D4Y